# 제6회 베네치아 국제 영화제
제6회 베네치아 국제 영화제는 1938년에 열린 시상식이다. 이탈리아 베니스에서 개최되었다.

## 수상 및 후보

### 황금사자상
- 올림피아 - 1부 - 레니 리펜슈탈 수상

### 볼피컵 여우주연상
- 마리 앙투아네트 - 노마 셔러 수상

### 볼피컵 남우주연상
- 피그말리온 - 레슬리 하워드 수상

### 특별언급상
- 비바셔스 레이디 - 조지 스티븐스 수상

### 그랜드 비엔날레 아트 트로피
- 백설 공주와 일곱 난장이 - 월트 디즈니 수상